# Myosorex
Myosorex é um gênero mamífero da família Soricidae.

## Espécies
- Myosorex babaulti Heim de Balsac e Lamotte, 1956
- Myosorex blarina Thomas, 1906
- Myosorex cafer (Sundevall, 1846)
- Myosorex eisentrauti Heim de Balsac, 1968
- Myosorex geata (G. M. Allen e Loveridge, 1927)
- Myosorex gnoskei Peterhans, Hutterer, Kaliba e Mazibuko, 2008
- Myosorex kihaulei Stanley e Hutterer, 2000
- Myosorex longicaudatus Meester e Dippenaar, 1978
- Myosorex okuensis Heim de Balsac, 1968
- Myosorex rumpii Heim de Balsac, 1968
- Myosorex schalleri Heim de Balsac, 1966
- Myosorex sclateri Thomas e Schwann, 1905
- Myosorex tenuis Thomas e Schwann, 1905
- Myosorex varius (Smuts, 1832)
- Myosorex zinki Heim de Balsac e Lamotte, 1956